# Phylidorea (Phylidorea) squalens
Phylidorea (Phylidorea) squalens is een tweevleugelige uit de familie steltmuggen (Limoniidae). De soort komt voor in het Palearctisch gebied.